# Winter Dance Party
Il Winter Dance Party è stato un tour invernale cominciato il 23 gennaio 1959 di The Big Bopper, Ritchie Valens, Buddy Holly & The Crickets, Dion and the Belmonts e Frankie Sardo.
A causa della morte di The Big Bopper, Buddy Holly e Ritchie Valens nell'incidente aereo nei pressi di Clear Lake in Iowa il 3 febbraio 1959 il tour venne continuato con dei cantanti diversi e si concluse il 15 febbraio 1959.
Il tour predeva 24 tappe, quasi tutte nel Midwest degli Stati Uniti d'America con tappe negli stati di Minnesota, Wisconsin, Iowa, Illinois, Kentucky e Ohio.

## Date e tappe
Date e tappe con The Big Bopper, Buddy Holly, Ritchie Valens & The Crickets, Dion and the Belmonts e Frankie Sardo:
| Data             | Città                             | Luogo                   |
| ---------------- | --------------------------------- | ----------------------- |
| 23 gennaio 1959  | Milwaukee, Stati Uniti d'America  | Million Dollar Ballroom |
| 24 gennaio 1959  | Kenosha, Stati Uniti d'America    | Eagles Ballroom         |
| 25 gennaio 1959  | Mankato, Stati Uniti d'America    | Kato Ballroom           |
| 26 gennaio 1959  | Eau Claire, Stati Uniti d'America | Fournier's Ballroom     |
| 27 gennaio 1959  | Montevideo, Stati Uniti d'America | Fiesta Ballroom         |
| 28 gennaio 1959  | Saint Paul, Stati Uniti d'America | Prom Ballroom           |
| 29 gennaio 1959  | Davenport, Stati Uniti d'America  | Capitol Theatre         |
| 30 gennaio 1959  | Fort Dodge, Stati Uniti d'America | Laramar Ballroom        |
| 31 gennaio 1959  | Duluth, Stati Uniti d'America     | National Guard Armory   |
| 1º febbraio 1959 | Green Bay, Stati Uniti d'America  | Riverside Ballroom      |
| 2 febbraio 1959  | Clear Lake, Stati Uniti d'America | Surf Ballroom           |

Date e tappe con Ronnie Smith & The Crickets, Fabian & Frankie Avalon, Jimmy Clanton, Dion and the Belmonts e Frankie Sardo:
| Data             | Città                                | Luogo                 |
| ---------------- | ------------------------------------ | --------------------- |
| 3 febbraio 1959  | Moorhead, Stati Uniti d'America      | The Armory            |
| 4 febbraio 1959  | Sioux City, Stati Uniti d'America    |                       |
| 5 febbraio 1959  | Des Moines, Stati Uniti d'America    | Val Air Ballroom      |
| 6 febbraio 1959  | Cedar Rapids, Stati Uniti d'America  | Danceland Ballroom    |
| 7 febbraio 1959  | Spring Valley, Stati Uniti d'America | Les Buzz Ballroom     |
| 8 febbraio 1959  | Chicago, Stati Uniti d'America       | Aragon Ballroom       |
| 9 febbraio 1959  | Waterloo, Stati Uniti d'America      | Hippodrome Auditorium |
| 10 febbraio 1959 | Dubuque, Stati Uniti d'America       | Melody Hill           |
| 11 febbraio 1959 | Louisville, Stati Uniti d'America    | Memorial Auditorium   |
| 12 febbraio 1959 | Canton, Stati Uniti d'America        | Memorial Auditorium   |
| 13 febbraio 1959 | Youngstown, Stati Uniti d'America    | Stanbaugh Auditorium  |
| 14 febbraio 1959 | Peoria, Stati Uniti d'America        | The Armory            |
| 15 febbraio 1959 | Springfield, Stati Uniti d'America   | Illinois State Armory |

NOTE: Nella data del 3 febbraio 1959 si esibirono Bobby Vee & The Shadows, Dion and the Belmonts e Frankie Sardo.